# Howlin' Wind
Albums de Graham Parker
- Heat Treatment
(1976)
Howlin' Wind est le premier album de Graham Parker and the Rumour. The Rumour était essentiellement constitué de musiciens de la scène pub rock, comprenant le guitariste Brinsley Schwarz et le claviériste Bob Andrews du groupe Brinsley Schwarz. La musique est un mélange de rock 'n' roll , de R&B, de reggae et de musique folk, accompagnée du chant et des textes de Parker. Les critiques ont fait le lien entre l'état d'esprit de Parker et celui du punk rock alors naissant, et plus tard avec celui des auteurs-compositeurs-interprètes Elvis Costello et Joe Jackson, qui publieront leur premier album respectif peu de temps après Howlin' Wind.
Plusieurs chansons de l'album sont devenues des standards du répertoire live du groupe, comme le reggae "Don't Ask Me Questions," qui critique un Dieu considéré comme maléfique. "Back To Schooldays" est un exemple de morceau pour lequel Parker sera classé par des journalistes comme un « angry young man » (jeune homme en colère) pendant une partie de sa carrière : Parker veut s'y venger d'un système éducatif qui lui a promis que « it was like a film out here » (c'était comme dans les films là-dehors) alors que « it's a real horror show, boys » (c'est un vrai film d'horreur, les mecs). La chanson-titre "Howlin' Wind" déclare l'objectif de la carrière de Parker : « I'm gonna howl » (je vais hurler). "Between You and Me" date de 1975, quand Parker, avant de monter The Rumour, enregistrait des démos de certaines de ses chansons pour Dave Robinson, futur fondateur de Stiff Records. Ces morceaux ont été envoyés aux labels et passés à la radio. Le livret de l'album prétend que « A subsequent recording of the song did not match the feel of the original ... here it is! » (un réenregistrement de la chanson n'avait pas la même émotion que la version originale... que voici !).
Howlin' Wind a été réédité au Royaume-Uni en 2001 par Vertigo/Mercury, avec une piste bonus.

## Réception
L'album a atteint la 4e position du Critics poll of the year de 1976 du magazine Village Voice, tandis que son album suivant Heat Treatment a atteint la 2eposition.

## Liste des pistes
| No  | Titre                        | Auteur        | Durée |
| --- | ---------------------------- | ------------- | ----- |
| 1.  | White Honey                  | Graham Parker | 3:33  |
| 2.  | Nothin's Gonna Pull Us Apart | Parker        | 3:21  |
| 3.  | Silly Thing                  | Parker        | 2:51  |
| 4.  | Gypsy Blood                  | Parker        | 4:37  |
| 5.  | Between You and Me           | Parker        | 2:25  |
| 6.  | Back to Schooldays           | Parker        | 2:54  |
| 7.  | Soul Shoes                   | Parker        | 3:13  |
| 8.  | Lady Doctor                  | Parker        | 2:50  |
| 9.  | You've Got to Be Kidding     | Parker        | 3:30  |
| 10. | Howlin' Wind                 | Parker        | 3:58  |
| 11. | Not If It Pleases Me         | Parker        | 3:12  |
| 12. | Don't Ask Me Questions       | Parker        | 5:38  |

### Pistes bonus (réédition de 2001)
| No  | Titre                | Auteur | Durée |
| --- | -------------------- | ------ | ----- |
| 13. | I'm Gonna Use It Now | Parker | 3:11  |

## Personnel
- Graham Parker – chant, guitare acoustique, guitare rythmique Fender
- Brinsley Schwarz – guitare, orgue Hammond, chœurs
- Martin Belmont – guitare, chœurs
- Bob Andrews – orgue Lawrey, orgue Hammond, piano, chœurs
- Steve Goulding – batterie, chœurs
- Andrew Bodnar – guitare basse Fender

### Section cuivre
- Stewart Lynas – arrangement cuivres
- Herschel Holder – trompette
- Dave Conners – saxophone ténor
- Brinsley Schwarz – saxophone ténor
- Danny Ellis – trombone
- John (Viscount) Earle – saxophone

### Personnel supplémentaire
- Paul Bailey – guitare sur 5
- Dave Otway – batterie sur 5
- Paul Riley – guitare basse sur 5
- Noel Brown – guitare slide sur 6, dobro sur 11
- Dave Edmunds – guitare sur 6
- Ed Deane – guitare slide sur 7
- Stewart Lynas – saxophone alto sur 7